# Florian Śmieja
Florian Ludwik Śmieja (ur. 22 sierpnia 1925 w Kończycach, zm. 4 września 2019 w Mississauga) – polski poeta, tłumacz, badacz literatury hiszpańskiej.

## Życiorys
Urodził się w Kończycach, dzisiejszej dzielnicy Zabrza, po ówcześnie polskiej stronie granicy, gdzie jego pochodzący z Dobrzenia Wielkiego i Starych Siołkowic koło Opola rodzice osiedli po podziale Górnego Śląska. Uczęszczał do szkoły w Kończycach, a potem do gimnazjum męskiego w Tarnowskich Górach. Wakacje spędzał u dziadków w Siołkowicach. Podczas okupacji wywieziony na roboty przymusowe do niemieckiej Meklemburgii. Pod koniec wojny przebywał w Belgii, gdzie po wyzwoleniu wstąpił do brygady gen. Stanisława Maczka.
Po wojnie kontynuował przerwaną naukę w Szkocji, gdzie zdał maturę. Uzyskał licencjat z literatury w irlandzkim Cork. Jerzy Pietrkiewicz, kierujący Departamentem Języków i Literatur Słowiańskich King’s College w Londynie zaproponował mu asystenturę, w czasie której Śmieja zrobił do 1955 magisterium z iberystyki, zaś po nim doktorat u Alexandra A. Parkera pracą Antonio de Ledesma and the Rise of the Religious Concept w 1962. Wykładał w London School of Economics, na Uniwersytecie w Nottingham, a od 1969 r. na Uniwersytecie Zachodniego Ontario w London w Kanadzie, gdzie przeniósł się z rodziną. Od 1965 był członkiem Polskiego Towarzystwa Naukowego na Obczyźnie.
W swoich badaniach skupiał się na literaturze baroku, hiszpańskich wątkach w kulturze polskiej, polskich w hiszpańskim teatrze religijnym. Wskazał zbieżność teorii konceptu hiszpańskiego myśliciela jezuickiego, Baltasara Graciána z poetyką Macieja Kazimierza Sarbiewskiego.
Należał do grupy emigracyjnych poetów polskich skupionych wokół pism „Merkuriusz Polski” i „Kontynenty”, które współzakładał. Ponadto współpracował z „Kulturą”, „Wiadomościami” i „Związkowcem”. Po przemianach demokratycznych w kraju swoje wiersze, szkice literackie, wspomnienia publikował w „Odrze”, „Poezji”, „Śląsku”, „Tygodniku Powszechnym” i „Więzi”. Jego tłumaczenia literatury hiszpańskiej ukazywały się nakładem Wydawnictwa Literackiego.
Debiutował zbiorem wierszy Czuwanie u drzwi w 1953 roku. Jest autorem tłumaczeń, m.in. Gustava Adolfa Bécquera, Juana Ramóna Jimenéza, Camilo José Celi, Luisa Martína-Santosa, García Lorki, Mariano Azuela. Opracował Poezje arabsko-andaluzyjskie.
W latach 1991–1997 prowadził gościnnie zajęcia na iberystyce Uniwersytetu Wrocławskiego oraz Uniwersytetu Opolskiego. Swe archiwum literackie podarował Uniwersytetowi Rzeszowskiemu.
Jego żoną była Zofia Poniatowska. Mieli czworo dzieci. Zmarł 4 września 2019 roku w Mississauga.

## Tłumaczenia
- Abencerrag. Historia Abindárraeza i pięknej Haryfy. Wrocław: Wydawnictwo Uniwersytetu Wrocławskiego, 1995. Brak numerów stron w książce
- Juan Ramón Jiménez: Platero y yo. Srebroń i ja. Wrocław: Wydawnictwo Wacław Bagiński, 1997. Brak numerów stron w książce
- Gustavo Adolfo Bécquer: Legendy i listy literackie. Wrocław: Wydawnictwo Wacław Bagiński, 2000. Brak numerów stron w książce
- Poezje arabsko-andaluzyjskie. Katowice: Centrum Kultury, 1993. Brak numerów stron w książce
- Mariano Azuela: Gniew (Los de abajo). Wydawnictwo Literackie, 1973. Brak numerów stron w książce
- Luis Martín-Santos: Czas milczenia (Tiempo de silencio). Wydawnictwo Literackie, 1978. Brak numerów stron w książce

## Twórczość

### Poezja
- Czuwanie u drzwi  (Londyn, 1953)
- Powikłane ścieżki (Londyn, 1964)
- Kopa wierszy (1981)
- Wiersze (Kraków, 1982)
- Jeszcze wiersze (1984)
- Not a tourist (w jez. angielskim) (1986)
- Przezorność czasu (1992)
- Ziemie utracone (1994)
- Mały wybór wierszy (Wrocław, 1994)
- Wiersze wybrane (Katowice, 1998)
- Wśród swoich (Mississauga, 1998)
- Niepamiętanie (Mississauga, 1999)
- Bezrok (Mississauga, 2001)
- Nad jeziorem Huron (Mississauga, 2002)
- Późne notacje (Toruń, 2006)
- Dotykanie świata (Toronto-Rzeszów, 2016
- Nanizując paciorki słów (Toronto-Rzeszów, 2018)

### Inne
- Poezje arabsko-andaluzyjskie (Toronto, 1988)
- Siedem rozmów o poezji (1990)

## Odznaczenia
Dwukrotny laureat Nagrody Związku Pisarzy Polskich na Obczyźnie w 1959 otrzymał Nagrodę Młodych a w 1991 nagrodę za całokształt twórczości. W grudniu 2009 otrzymał Srebrny Medal „Zasłużony Kulturze Gloria Artis”. 6 maja 2015 otrzymał tytuł doktora honoris causa Uniwersytetu Wrocławskiego oraz Krzyż Komandorski Orderu Izabeli Katolickiej, odznaczenie króla Hiszpanii, Filipa VI. Także w 2015 otrzymał Nagrodę Fundacji Turzańskich